# Тарджуманян, Генрик Вартанович
Генрик Вартанович Тарджуманян — советский хозяйственный, государственный и политический деятель.

## Биография
Родился в 1927 году в селе Дзаг. Член КПСС.
С 1951 года — на хозяйственной, общественной и политической работе. В 1951—1991 гг. — инженер машинно-тракторных станций Армянской ССР, первый секретарь Басаргечарского райкома КПА, начальник Мартунинского сельскохозяйственного производственного управления, председатель объединения «Армсельхозтехника», первый секретарь Кироваканского горкома КПА, председатель правления профсоюзов Армении, министр сельского хозяйства Армянской ССР, председатель Государственного комитета по окружающей среде, затем Государственного комитета по охране природы Армянской ССР.
Избирался депутатом Верховного Совета СССР 8-го и 9-го созыва, Верховного Совета Армянской ССР 7-11 созывов. Делегат XXIV съезда КПСС.
Умер в Ереване в 2014 году.